# Progress (Michael Giles)
| Recensione | Giudizio |
| ---------- | -------- |
| AllMusic   |          |

Progress è un album di Michael Giles, ex membro dei King Crimson del primo LP In the Court of the Crimson King.
L'album, pubblicato nel 2002 ma inciso nel 1978, presenta un carattere molto ritmato e molto dolce di un progressive leggero ma interessante, non datato ma musicalmente attuale, il racconto di un viaggio con una partenza ed un arrivo, con una linea melodica superba completata dalla voce delicata del batterista che accompagna i pezzi in una passeggiata nel cielo. Tutti i brani sono stati composti, incisi e prodotti dallo stesso Giles.

## Tracce

### CD
Testi e musiche di Michael Giles.
1. Sunrise – 0:56
2. Departure – 3:12
3. Rolling – 3:48
4. Daydream – 1:00
5. Moving – 4:14
6. Midsummer Day – 6:00
7. Progress – 6:03
8. Sunset – 3:46
9. Shunter – 2:43
10. Rocking – 2:10
11. Nightdream – 2:08
12. Arrival – 6:09

## Musicisti
Sunrise
- Michael Giles – percussioni, pianoforte
- Geoffrey Richardson – chitarra

Departure
- Michael Giles – batteria, percussioni, pianoforte, pianoforte elettrico
- Geoffrey Richardson – chitarra
- Peter Giles – basso
- Dave McRae – pianoforte solo

Rolling
- Michael Giles – batteria, percussioni, pianoforte elettrico, voce solista
- Geoffrey Richardson – chitarra
- John Perry – basso, voce
- John Mealing – pianoforte elettrico solo
- Mike Blakesley – trombone

Daydream
- Michael Giles – pianoforte
- Geoffrey Richardson – flauto, viola
- Peter Giles – basso
- John Mealing – pianoforte elettrico

Moving
- Michael Giles – batteria, voce solista
- Geoffrey Richardson – flauto, voce
- Peter Giles – basso
- Dave McRae – pianoforte elettrico

Midsummer Day
- Michael Giles – percussioni, chitarra naive, pianoforte, voce
- Geoffrey Richardson – flauto, viola, chitarra elettrica, basso fretless

Progress
- Michael Giles – batteria, voce
- Geoffrey Richardson – chitarra
- Peter Giles – basso
- Ray Warleigh – sassofono alto
- Martin Drover – tromba, flicorno
- Pete Thoms – trombone

Sunset
- Michael Giles – batteria
- Geoffrey Richardson – flauto, viola
- John Perry – basso
- John Mealing – pianoforte
- Catherine Howe – voce
- Mike Blakesley – trombone

Shunter
- Michael Giles – batteria, percussioni, tastiere

Rocking
- Michael Giles – batteria, clavinet
- Peter Giles – basso
- Dave McRae – organo Hammond
- John Mealing – pianoforte elettrico
- Mike Blakesley – trombone
- Colin Bryant – clarinetto
- Jimmy Hastings – sassofono tenore

Nightdream
- Michael Giles – batteria, percussioni

Arrival
- Michael Giles – batteria, percussioni
- Geoffrey Richardson – chitarra, flauto
- Peter Giles – basso
- Catherine Howe – voce
- Ray Warleigh – sassofono alto
- Martin Drover – flicorno
- Pete Thoms – trombone
- Dave McRae – pianoforte elettrico

Note aggiuntive
- Michael Giles – produttore originale, note interno copertina CD
- Hugh Padgham ("Tower House Studios") – post produzione
- Simon Heyworth (Sanctuary Mastering) – HDCD mastering
- Derek Wadsworth – arrangiamento strumenti a fiato ("Progress" e "Arrival")
- David K. Wells – foto e preparazione immagine
- M. G. – foto cottage e arcobaleno
- Hugh O'Donnell – design copertina
- Rob Ayling, Voiceprint – coordinatori
- Registrazioni effettuate al "The Cottage Studio" (Dorset)[2]